# Canton de Rosières-en-Santerre
Le canton de Rosières-en-Santerre est un ancien canton français situé dans le département de la Somme et la région Picardie, qui a existé de 1833 à 2015.

## Géographie
Ce canton était organisé autour de Rosières-en-Santerre dans l'arrondissement de Montdidier. Son altitude variait de 52 m (Guillaucourt) à 106 m (Bouchoir) pour une altitude moyenne de 91 m.

## Histoire
Le canton disparaît par décret du 26 février 2014. Les communes du canton sont alors réparties sur deux autres cantons sous leurs nouvelles formes : sur le canton de Ham pour la seule commune de Punchy ; sur le canton de Moreuil pour l’ensemble des dix-neuf autres communes.

## Administration

### Conseillers généraux de 1833 à 2015
| Période | Période          | Identité                    | Étiquette    | Qualité |
| ------- | ---------------- | --------------------------- | ------------ | --- |
| 1833    | 1847             | Charles Buteux              |              | Propriétaire-agriculteur, maire de Fransart |
| 1847    | 1880             | Antoine Cauvel de Beauvillé | Droite       | Propriétaire, magistrat, maire de Montdidier (1860) Député (1871 → 1876)                                                                                |
| 1880    | 1886             | Télesphore Courtois         | Républicain  | Fabricant de bonneterie, maire de Caix |
| 1886    | 1895 (décès)     | Ernest Leroy                | Républicain  | Médecin, maire de Fransart, député (1893 → 1895) |
| 1896    | 1928 (démission) | Louis Klotz                 | Rad.         | Avocat à Paris Président du Conseil Général (1920 → 1928) Député (1898 → 1925) Sénateur (1925 → 1928) Ministre (entre 1910 et 1920)                     |
| 1929    | 1929 (décès)     | Pierre de Lupel             | RG           | Propriétaire-exploitant, maire de Warvillers Député (1928 → 1929)                                                                                       |
| 1930    | 1940             | Albert Chantrel             | Rad.ind.     | Percepteur Maire de Rosières-en-Santerre |
|         |                  |                             |              | |
| 1945    | 1949             | Henri Renu                  | SFIO         | Instituteur Maire de Méharicourt (1947 → 1949) |
| 1949    | 1958             | Eugène Doucet               | Rad.         | Militaire Maire de Bayonvillers (1929 → 1958) |
| 1958    | 1982             | Jean Millet                 | SFIO puis PS | Médecin Maire de Rosières-en-Santerre (1977 → 1981) |
| 1982    | 2001             | Jacques Trobas              | RPR          | Médecin Adjoint au maire d'Harbonnières |
| 2001    | 2015             | José Sueur                  | NC-UDI       | Médecin Conseiller régional des Hauts-de-France (2015 → 2021) Conseiller départemental de Moreuil (2019 → ) Maire de Rosières-en-Santerre (2001 → 2019) |

### Conseillers d'arrondissement (de 1833 à 1940)
Le canton de Rosières avait deux conseillers d'arrondissement.
| Période                                  | Période      | Identité                               | Étiquette | Qualité |
| ---------------------------------------- | ------------ | -------------------------------------- | --------- | --- |
| 1833                                     | 1848         | Louis Alexandre Billot (1786-1858)     |           | Cultivateur, arpenteur, commandant de la Garde nationale, Rosières-en-Santerre                              |
| 1833                                     | 1852         | André Jean-Baptiste Lesage (1778-1859) |           | Maire de Maucourt (1809-1848)                                                                               |
|                                          |              |                                        |           | |
| 1889                                     | 1929 (décès) | Georges Capronnier (1851-1929)         | Radical   | Manufacturier (fabricant en bonneterie), maire de Caix (1900-1925), propriétaire à Paris                    |
| 1919                                     | 1925         | Ulysse Lejeune                         | Radical   | Propriétaire agriculteur au hameau du Vieux Moulin, maire de Parvillers-le-Quesnoy                          |
| 1925                                     | 1930         | Albert Chantrel (1855-1941)            | Rad.ind.  | Percepteur honoraire, maire de Rosières-en-Santerre (1925-1935)                                             |
| 1929                                     | 1940         | Gustave Devillers                      | Radical   | Entrepreneur de menuiserie, maire de Harbonnières (1921-1940 et 1941-1945)                                  |
| 1930                                     | 1940         | Victor Modeste (1886-1967)             | Radical   | Cultivateur, maire de Méharicourt                                                                           |
| 1940                                     |              |                                        |           | Les conseils d'arrondissement ont été suspendus par la loi du 12 octobre 1940 et n'ont jamais été réactivés |
| Les données manquantes sont à compléter. |              |                                        |           | |

## Composition
Le canton de Rosières-en-Santerre regroupait 20 communes et comptait 8 355 habitants (recensement de 1999 sans doubles comptes).
| Communes              | Population (2012) | Code postal | Code Insee |
| --------------------- | ----------------- | ----------- | ---------- |
| Bayonvillers          | 345               | 80170       | 80058      |
| Beaufort-en-Santerre  | 138               | 80170       | 80067      |
| Bouchoir              | 226               | 80910       | 80116      |
| Caix                  | 658               | 80170       | 80162      |
| La Chavatte           | 39                | 80700       | 80189      |
| Chilly                | 166               | 80170       | 80191      |
| Folies                | 86                | 80170       | 80320      |
| Fouquescourt          | 127               | 80170       | 80339      |
| Fransart              | 121               | 80700       | 80347      |
| Guillaucourt          | 305               | 80170       | 80400      |
| Hallu                 | 154               | 80320       | 80409      |
| Harbonnières          | 1 305             | 80131       | 80417      |
| Maucourt              | 152               | 80170       | 80520      |
| Méharicourt           | 538               | 80170       | 80524      |
| Parvillers-le-Quesnoy | 221               | 80700       | 80617      |
| Punchy                | 65                | 80320       | 80646      |
| Rosières-en-Santerre  | 2 956             | 80170       | 80680      |
| Rouvroy-en-Santerre   | 218               | 80170       | 80682      |
| Vrély                 | 431               | 80170       | 80814      |
| Warvillers            | 104               | 80170       | 80823      |

## Démographie
| 1962  | 1968  | 1975  | 1982  | 1990  | 1999  | 2012  |
| ----- | ----- | ----- | ----- | ----- | ----- | ----- |
| 7 643 | 8 159 | 8 051 | 7 963 | 8 111 | 8 355 | 8 355 |